# Kellen Winslow
Kellen Boswell Winslow (St. Louis, 5 novembre 1957) è un ex giocatore di football americano, di nazionalità statunitense, che ha giocato nel ruolo di tight per tutta la carriera con i San Diego Chargers della National Football League (NFL). Fu scelto nel corso del primo giro (13º assoluto) del Draft NFL 1979 dai Chargers. Al college ha giocato a football all'Università del Missouri. Il figlio di Winslow, Kellen Jr., ha giocato anch'egli come tight end nella NFL.
Indotto nella Pro Football Hall of Fame nel 1995, è considerato uno dei migliori tight end della storia della NFL.

## Carriera professionistica

### San Diego Chargers
Winslow fu scelto nel corso del primo giro del Draft 1979 dai Chargers e giocò con essi fino al 1987, quando si ritirò dal football professionistico a causa di un infortunio. Winslow guidò la NFL in ricezioni nel 1980 e 1981, diventando il primo tight end della storia a guidare la lega in ricezioni consecutive. Egli superò il muro delle 1.000 yard ricevute in tre diverse stagioni, compreso il record stagionale di ricezioni per un tight end nel 1980. Tale record rimase imbattuto per 31 anni, fino a quando fu superato da Rob Gronkowski con 1.327 nel 2011. In una gara della stagione regolare 1981, Winslow pareggiò il record NFL segnando 5 touchdown su ricezione.
In una gara di playoff del 1982 (stagione 1981) contro i Miami Dolphins che divenne conosciuta come "The Epic in Miami", Winslow ricevette i record dei playoff di 13 passaggi per 166 yard e un touchdown, oltre a bloccare un field goal con pochi secondi rimanenti sul cronometro e mandando la gara ai supplementari, in una delle più grandi partite di un giocatore nella storia della lega. Le 166 yard di Winslow rimasero un record nei playoff per un tight end fino a quando trent'anni dopo furono superate dalle 180 di Vernon Davis nel 2012. Ciò che rese la prestazioni di Winslow così memorabile fu il fatto che durante la gara fu curato per un nervo schiacciato nella spalla, disidratazione, crampi oltre ad aver ricevuto tre punti di sutura al labbro inferiore. Dopo la partita una foto di Winslow fu portata in campo dai suoi compagni di squadra, diventando un'immagine famosa nell'immaginario della NFL.
I tight end prima di Winslow erano principalmente dei bloccatori a fianco di un uomo della linea offensiva, correndo per le ricezioni traiettorie a corto e medio raggio. Winslow invece giocò in spazi aperti, scontrandosi con cornerback di taglia inferiore alla sua. L'ex assistente allenatore dei Chargers Al Saunders disse che Winslow "un wide receiver nel corpo di un offensive lineman". Il capo-allenatore dei Chargers Don Coryell disse: "Se chiedessi a Kellen di bloccare un defensive end e di non ricevere passaggi, non sarei un buon allenatore". Le difese provavano a coprire Winslow con strong safety o linebacker, dal momento che le difese a zona non erano molto popolare. Le strong safety all'epoca erano quasi come dei linebacker aggiunti e un difensore sulle corse non sarebbe riuscito a marcare un tight end veloce come Winslow. Il capo-allenatore dei Patriots Bill Belichick affermò che tutti i tight end moderni orientati alla ricezione dei passaggi più che ai blocchi "sono tutti diretti discendenti di Kellen Winslow".
Winslow fu convocato per 5 Pro Bowl, indotto nella Pro Football Hall of Fame nel 1995 e nella College Football Hall of Fame nel 2002. Nelle sue nove stagioni nella lega, Winslow ricevette 541 passaggi per 6.741 yard e 45 touchdown. Kellen fu inserito nella formazione ideale della stagione All-Pro nel 1980, 1981 e 1982. Nel 2009, è stato votato al numero 67 tra i migliori giocatori di tutti i tempi da NFL.com.

## Palmarès
- (5) Pro Bowl (1980, 1981, 1982, 1983, 1987)
- (3) First-team All-Pro (1980, 1981, 1982)
- (1) Second-team All-Pro (1987)
- Pro Bowl MVP (1981)
- Formazione ideale del 75º anniversario della NFL
- Formazione ideale della NFL degli anni 1980
- San Diego Chargers Hall of Fame
- Formazione ideale del 50º anniversario dei Chargers
- Classificato al #67 tra i migliori cento giocatori di tutti i tempi da NFL.com
- Formazione ideale del 100º anniversario della National Football League
- Pro Football Hall of Fame
- College Football Hall of Fame